# Pryskyřník karpatský
Pryskyřník karpatský (Ranunculus carpaticus) je druh rostliny z čeledi pryskyřníkovité (Ranunculaceae).

## Popis
Jedná se o vytrvalou rostlinu dorůstající nejčastěji výšky 15–40 cm s podzemním oddenkem. Lodyha je přímá, víceméně nevětvená, přitiskle chlupatá až olysalá. Listy jsou střídavé, přízemní jsou dlouze řapíkaté, lodyžní jsou víceméně přisedlé. Čepele přízemních listů jsou zpravidla troj až pětidílné, úkrojky jsou vpředu hrubě zubaté. Lodyžní listy jsou troj až pětiklané s čárkovitými úkrojky. Květy jsou žluté, asi 30 mm v průměru, květní lůžko je chlupaté. Kališních lístků je 5, vně chlupaté. Korunní lístky jsou žluté, je jich 5, na vrcholu nejsou vykrojené. Kvete v červnu až v červenci. Plodem je nažka, na vrcholu zakončená srpovitým zobánkem. Nažky jsou uspořádány do souplodí. Počet chromozomů je 2n=16.

## Rozšíření
Pryskyřník karpatský je endemit východních a jižních Karpat, vyskytuje se hlavně na Ukrajině a v Rumunsku, okrajově na východním Slovensku.V České republice neroste. Na Slovensku je známa jen ojedinělá lokalita na východě v Bukovských vrších u obce Zboj.